# Katzwanger Straße (Nürnberg)
Die Katzwanger Straße ist ein statistischer Bezirk im Süden Nürnbergs. Er gehört zum Statistischen Stadtteil 4 “Südliche Außenstadt”. Der Bezirk besteht aus nur einem Distrikt, dem Distrikt 420 Katzwanger Straße.